# Relations entre Maurice et l'Union européenne
Les relations entre le Maurice et l’Union européenne reposent sur l'aide au développement fournie par l’Union à Maurice. 

## Sources

## Compléments